# Grups polítics del Parlament Europeu
Els grups polítics del Parlament Europeu són els grups parlamentaris del Parlament Europeu. Aquests grups no són partits sinó coalicions flexibles que inclouen diputats de diferents partits polítics europeus, blocs polítics europeus informals, i independents. Cada grup ha de constar d'un mínim de 19 diputats de cinc estats membres de la Unió Europea.

## Composició actual (10è Parlament Europeu)
| Grup | Grup                                                   | Partits | Escons    |
| ---- | ------------------------------------------------------ | --- | --------- |
|      | Grup del Partit Popular Europeu (EPPG)                 | Partit Popular Europeu (EPP) | 188 / 703 |
|      | Aliança Progressista de Socialistes i Demòcrates (S&D) | Partit dels Socialistes Europeus (PES)                                                                                             | 136 / 703 |
|      | Patriotes per Europa (PfE)                             | Partit Identitat i Democràcia (IDP) Partit dels Conservadors i Reformistes Europeus (ECRP) Moviment Polític Cristià Europeu (ECPM) | 84 / 703  |
|      | Conservadors i Reformistes Europeus (ECR)              | Partit dels Conservadors i Reformistes Europeus (ECRP) Moviment Polític Cristià Europeu (ECPM)                                     | 78 / 703  |
|      | Renovar Europa (Renew)                                 | Partit de l'Aliança dels Liberals i Demòcrates per Europa (ALDE) Partit Demòcrata Europeu (EDP)                                    | 77 / 703  |
|      | Els Verds/Aliança Lliure Europea (Greens-EFA)          | Partit Verd Europeu (EGP) Aliança Lliure Europea (EFA) Partit Pirata Europeu Volt Europa                                           | 53 / 703  |
|      | L'Esquerra en el Parlament Europeu (GUE-NGL)           | Partit de l'Esquerra Europea (PEL) Aliança de l'Esquerra Verda Nòrdica (NGLA) Ara la Gent! (MPL) Animal Politics EU                | 46 / 703  |
|      | Europa de les Nacions Sobiranes (ESN)                  | Partit Identitat i Democràcia (IDP)                                                                                                | 25 / 703  |
|      | No Inscrits                                            | Acció Comunista Europea Partit dels Socialistes Europeus (PES) - obs. i suspesos                                                   | 33 / 703  |

## Anteriors composicions

### 9è Parlament Europeu
| Grup | Grup                                                   | Partits | Liders                    | Establert | Escons    |
| ---- | ------------------------------------------------------ | --- | ------------------------- | --------- | --------- |
|      | Grup del Partit Popular Europeu (EPPG)                 | Partit Popular Europeu (EPP) | Manfred Weber             | 2009      | 176 / 703 |
|      | Aliança Progressista de Socialistes i Demòcrates (S&D) | Partit dels Socialistes Europeus (PES) | Iratxe García             | 2009      | 144 / 703 |
|      | Renovar Europa (Renew)                                 | Partit de l'Aliança dels Liberals i Demòcrates per Europa (ALDE) Partit Demòcrata Europeu (EDP)                                                             | S. Séjourné               | 2019      | 101 / 703 |
|      | Els Verds/Aliança Lliure Europea (Greens-EFA)          | Partit Verd Europeu (EGP) Aliança Lliure Europea (EFA) Partit Pirata Europeu Volt Europa                                                                    | Terry Reintke P. Lamberts | 1999      | 73 / 703  |
|      | Conservadors i Reformistes Europeus (ECR)              | Partit dels Conservadors i Reformistes Europeus (ECRP) Moviment Polític Cristià Europeu (ECPM)                                                              | Raffaele Fitto R. Legutko | 2009      | 66 / 703  |
|      | Identitat i Democràcia (ID)                            | Partit Identitat i Democràcia (IDP) | Marco Zanni               | 2009      | 62 / 703  |
|      | L'Esquerra en el Parlament Europeu (GUE-NGL)           | Partit de l'Esquerra Europea (PEL) Aliança de l'Esquerra Verda Nòrdica (NGLA) Esquerra Anticapitalista Europea (EACL) Ara la Gent! (MPL) Animal Politics EU | Manon AubryM Schirdewan   | 1995      | 38 / 703  |
|      | No Inscrits                                            | Aliança per la Pau i la Llibertat (APF) Iniciativa de Partits Comunistes i Obrers                                                                           | -                         | -         | 46 / 703  |

### 8è Parlament Europeu
Aquest és un resum de la composició del vuitè Parlament Europeu, el mandat s'estén des de 2014 fins 2019.
| Grups                                                   | Partits | Líder(s)                        | Escons |
| Partit Popular Europeu (PPE)                            | Partit Popular Europeu                                                                                           | Manfred Weber                   | 221    |
| Aliança Progressista de Socialistes i Demòcrates (S&D)  | Partit Socialista Europeu                                                                                        | Martin Schulz                   | 191    |
| Conservadors i Reformistes Europeus (ECR)               | Aliança dels Conservadors i Reformistes Europeus Moviment Polític Cristià d'Europa                               | Syed Kamall                     | 70     |
| Aliança dels Liberals i Demòcrates per Europa (ALDE)    | Partit de l'Aliança dels Liberals i Demòcrates per Europa Partit Demòcrata Europeu                               | Guy Verhofstadt                 | 67     |
| Esquerra Unida Europea-Esquerra Verda Nòrdica (GUE-NGL) | Partit de l'Esquerra Europea Aliança de l'Esquerra Verda Nòrdica (NGLA) altres partits d'esquerra no afiliats    | Gabriele Zimmer                 | 52     |
| Els Verds/Aliança Lliure Europea (Verds/ALE)            | Partit Verd Europeu Aliança Lliure Europea                                                                       | Rebecca Harms Philippe Lamberts | 50     |
| Europa de la Llibertat i la Democràcia Directa (ELDD)   | Moviment per l'Europa de les Llibertats i de la Democràcia Directa diversos partits independents i nacionalistes | Nigel Farage David Borrelli     | 48     |
| No inscrits                                             | Aliança dels Moviments Nacionals Europeus                                                                        |                                 | 43     |
| Altres                                                  | |                                 | 9      |
| TOTAL                                                   | |                                 | 751    |

### 7è Parlament Europeu
Aquest és un resum de la composició del setè Parlament Europeu, el mandat s'estengué des de 2009 fins 2014.
| Grups                                                   | Partits | Líder(s)                         | Escons |
| Partit Popular Europeu (PPE)                            | Partit Popular Europeu                                                                                        | Joseph Daul                      | 274    |
| Aliança Progressista de Socialistes i Demòcrates (S&D)  | Partit Socialista Europeu                                                                                     | Hannes Swoboda                   | 196    |
| Aliança dels Liberals i Demòcrates per Europa (ALDE)    | Partit de l'Aliança dels Liberals i Demòcrates per Europa Partit Demòcrata Europeu                            | Guy Verhofstadt                  | 83     |
| Els Verds/Aliança Lliure Europea (Verds/ALE)            | Partit Verd Europeu Aliança Lliure Europea                                                                    | Daniel Cohn-Bendit Rebecca Harms | 57     |
| Conservadors i Reformistes Europeus (ECR)               | Aliança dels Conservadors i Reformistes Europeus Moviment Polític Cristià d'Europa                            | Martin Callanan                  | 57     |
| Esquerra Unida Europea-Esquerra Verda Nòrdica (GUE-NGL) | Partit de l'Esquerra Europea Aliança de l'Esquerra Verda Nòrdica (NGLA) altres partits d'esquerra no afiliats | Gabriele Zimmer                  | 35     |
| Europa de la Llibertat i la Democràcia (ELD)            | Moviment per l'Europa de les Llibertats i de la Democràcia diversos partits independents i nacionalistes      | Nigel Farage Francesco Speroni   | 31     |
| No inscrits                                             | Aliança dels Moviments Nacionals Europeus                                                                     |                                  | 33     |
| TOTAL                                                   | |                                  | 766    |

## Evolució dels grups

### Conservadors i democratacristians
En la política europea, el centredreta és habitualment ocupat per democratacristians i conservadors. Aquests dos fils ideològics han tingut una relació històrica estreta al Parlament. El primer grup democratacristià es va fundar l'any 1953 i es va mantenir amb aquest nom durant un quart de segle, fins a la creació del Partit Popular Europeu el 29 d'abril de 1976. Paral·lelament, al 1973 britànics i danesos, recentment afegits a la CEE, funden el grup Conservadors Europeus, rebatejat més endavant com a Demòcrates europeus. Les dues famílies, democratacristians i conservadors, s'acabarien unificant en el PPE al 1992. Posteriorment serien inclosos també els italians de Força Itàlia, que van romandre un any en el seu propi grup (Forza Europa) i tres en el grup conservador euroescèptic Unió per Europa. Finalment, el 2009 part del subgrup Demòcrates Europeus trenca l'aliança amb el PPE per originar el seu propi bloc. Des de llavors, (2009-present) el nom es manté com a Partit Popular Europeu.
| Nom                                        | Abr. anglesa | Abr. francesa | Nom formal del grup parlamentari                                             | De                   | Fins                 |
| ------------------------------------------ | ------------ | ------------- | ---------------------------------------------------------------------------- | -------------------- | -------------------- |
| Grup demòcratacristià                      | CD           | DC            | Grup Demòcrata Cristià                                                       | 23 de juny de 1953   | 14 de Març de 1978   |
| Grup demòcratacristià                      | CD           | DC            | Grup Demòcrata Cristià (Grup del Partit Popular Europeu)                     | 14 de març de 1978   | 17 de juliol de 1979 |
| Conservadors europeus                      | C            | n/a           | Grup Conservador Europeu                                                     | 16 de gener de 1973  | 17 de juliol de 1979 |
| Demòcrates europeus                        | ED           | DE            | Grup Demòcrata Europeu                                                       | 17 de juliol de 1979 | 1 de maig de 1992    |
| Partit Popular Europeu                     | EPP          | PPE           | Grup del Partit Popular Europeu (Demòcrates Cristians)                       | 17 de juliol de 1979 | 1 de maig de 1999    |
| Força Europa                               | FE           | n/a           | Força Europa                                                                 | 19 de juliol de 1994 | 6 de juliol de 1995  |
| Partit Popular Europeu–Demòcrates europeus | EPP-ED       | PPE-DE        | Grup del Partit Popular Europeu (demòcrates-cristians) i demòcrates europeus | 20 de juliol de 1999 | 22 de juny de 2009   |
| Partit Popular Europeu                     | EPP          | PPE           | Grup del Partit Popular Europeu (Demòcrates Cristians)                       | 22 de juny de 2009   | present              |

### Socialdemòcrates
El bloc socialdemòcrata ha estat des del primer moment una de les principals forces del Parlament Europeu i probablement la més homogènia i estable. Així, va ser creat al 1953 i ha modificat el seu nom en tres ocasions sense gaires tensions, fins a l'actual Aliança Progressista de Socialistes i Demòcrates, per a diferenciar-lo del propi Partit dels Socialistes Europeus i facilitar l'entrada, com va ser el cas del Partit Democràtic d'Itàlia, d'organitzacions amb tendències ideològiques diverses.
| Nom                                              | Abr. anglesa | Abr. francesa | Nom formal del grup parlamentari                                                                                 | De                 | Fins               |
| ------------------------------------------------ | ------------ | ------------- | --- | ------------------ | ------------------ |
| Grup Socialista                                  | S            | n/a           | Grup dels Socialistes                                                                                            | 23 de juny de 1953 | 1958               |
| Grup Socialista                                  | SOC          | n/a           | Grup Socialista                                                                                                  | 1958               | 21 d'abril de 1993 |
| Partit dels Socialistes Europeus                 | PES          | PSE           | Grup del Partit dels Socialistes Europeus Grup Socialista en el Parlament Europeu (des del 20 de juliol de 2004) | 21 d'abril de 1993 | 23 de juny de 2009 |
| Aliança Progressista de Socialistes i Demòcrates | S&D          | S&D           | Grup de l'Aliança Progressista de Socialistes i Demòcrates en el Parlament Europeu                               | 23 de juny de 2009 | present            |

### Liberals i centristes
El bloc és heterogeni i agrupa diverses tendències liberals i centristes, formant plegats el que actualment és la tercera força al Parlament. Al llarg dels anys el grup ha anat equilibrant-se segons el pes d'un sector o altre, tot i que del 1994 al 1999 es va formar un grup escindit del que llavors era el ELDR anomenada Aliança Radical Europea, amb una vintena d'eurodiputats liderats pel PRG francès. El grup actual dels liberals i centristes és el grup Renovar Europa.
| Nom                                            | Abr. anglesa | Abr. francesa | Nom formal del grup parlamentari                       | De                                  | Fins                   |
| ---------------------------------------------- | ------------ | ------------- | ------------------------------------------------------ | ----------------------------------- | ---------------------- |
| Grup Liberal                                   | L            | n/a           | Grup de Liberals i Aliats                              | 23 de juny de 1953                  | 1976                   |
| Grup Liberal i Democràtic                      | LD           | n/a           | Grup Liberal i Democràtic                              | 1976                                | 13 de desembre de 1985 |
| Grup Liberal i Democràtic Reformista           | LDR          | n/a           | Grup Reformista Liberal i Democràtic                   | 13 de desembre de 198juliol de 1994 |                        |
| Partit Liberal Democràtic i Reformista Europeu | ELDR         | n/a           | Grup del Partit Liberal Demòcrata i Reformista Europeu | 19 de juliol de 1994                | 20 de juliol de 2004   |
| Aliança Radical Europea                        | ERA          | ARE           | Grup de l'Aliança Radical Europea                      | 1994                                | 1999                   |
| Aliança dels Liberals i Demòcrates per Europa  | ALDE         | ADLE          | Grup de l'Aliança de Liberals i Demòcrates per Europa  | 20 de juliol de 2004                | Juny de 2019           |
| Renovar Europa                                 | RE           | RE            | Grup Renovar Europa                                    | 20 de juny de 2019                  | present                |

### Conservadors i reformistes euroescèptics
Aquest bloc està format per partits conservadors europeus de tendència més o menys euroescèptica. Va néixer a partir de la sortida de l'UNR gaullista del Grup Liberal, formant el seu propi grup, la Unió Democràtica Europea, que més endavant incorporaria altres forces com l'irlandès Fianna Fáil o el SNP escocès, modificant el nom per Demòcrates Progressistes Europeus i posteriorment l'Aliança Democràtica Europea. Del 1995 al 1999 es formaria la Unió per l'Europa liderat per Força Itàlia, que acabaria intengrant-se en el PPE, mentre partits d'una orientació més ultraconservadora com el PiS polonès i d'extrema-dreta com l'Aliança Nacional, el SNS o la Lliga Nord formen la Unió per l'Europa de les Nacions (UEN). Al darrer Parlament l'escissió conservadora Demòcrates europeus que provenia de la coalició amb el PPE i la UEN s'agrupen en el grup Conservadors i reformistes europeus (ECR).
| Nom                                 | Abr. anglesa | Abr. francesa | Nom formal del grup parlamentari              | De                   | Fins                 |
| ----------------------------------- | ------------ | ------------- | --------------------------------------------- | -------------------- | -------------------- |
| Unió Democràtica Europea            | n/a          | UDE           | Grup de la Unió Democràtica Europea           | 21 de gener de 1965  | 16 de gener de 1973  |
| Demòcrates Progressistes Europeus   | EPD          | DEP           | Grup de Demòcrates Progressistes Europeus     | 16 de gener de 1973  | 24 de juliol de 1984 |
| Aliança Democràtica Europea         | EDA          | RDE           | Grup de l'Aliança Democràtica Europea         | 24 de juliol de 1984 | 6 de juliol de 1995  |
| Unió per Europa                     | UFE          | UPE           | Grup Unió per a Europa                        | 6 de juliol de 1995  | 20 de juliol de 1999 |
| Unió per l'Europa de les Nacions    | UEN          | n/a           | Grup de la Unió per a l'Europa de les Nacions | 20 de juliol de 1999 | 11 de juny de 2009   |
| Conservadors i reformistes europeus | ECR          | CRE           | Grup Europeu de Conservadors i Reformistes    | 24 de juny de 2009   | present              |

### Verds i nacionalistes de nacions sense estat
Des dels anys vuitanta partits verds europeus i organitzacions regionalistes o nacionalistes han format un grup propi, que durant la primera dècada es va anomenar Grup de l'Arc de Sant Martí. Posteriorment es van dividir en dos blocs diferenciats, els partits nacionalistes mantindrien l'Arc de Sant Martí fins a la formació de la liberal Aliança Radical Europea, mentre que els Verds formarien un grup propi. Des del 1999 fins a l'actualitat es van tornar a agrupar les dues famílies en Els Verds-Aliança Lliure Europea.
| Nom                              | Abr. anglesa | Abr. francesa | Nom formal del grup parlamentari | De   | Fins    |
| -------------------------------- | ------------ | ------------- | --- | ---- | ------- |
| Grup de l'Arc de Sant Martí      | RBW          | ARC           | Grup Arc de Sant Martí: Federació de l'Esquerra Europea Alternativa Verda, Agalev-Ecolo, el Moviment Popular Danès contra la pertinença a la Comunitat Europea i l'Aliança Lliure Europea al Parlament Europeu | 1984 | 1989    |
| Grup de l'Arc de Sant Martí      | RBW          | ARC           | Grup Arc de Sant Martí al Parlament Europeu | 1989 | 1994    |
| El Grup Verd                     | G            | V             | El Grup Verd al Parlament Europeu | 1989 | 1999    |
| Els Verds-Aliança Lliure Europea | G/EFA        | Verts/ALE     | Grup dels Verds-Aliança Lliure Europea | 1999 | present |

### Comunistes i esquerres
El bloc comunista i aliats d'esquerres es va formar el 1973, mantenint l'espai fins al 1989, que es va dividir en dos grups, l'Esquerra Unida Europea d'orientació eurocomunista liderada pel Partit Comunista Italià, i la Unitat d'Esquerra amb el suport dels partits comunistes de França, Grècia o Portugal. Amb la dissolució del PCI i l'ensorrament de l'EUL, es tornaria a agrupar l'espai comunista i progressista en l'Esquerra Unida Europea i l'actual L'Esquerra en el Parlament Europeu, amb l'entrada del bloc nòrdic. El Partit Comunista de Grècia, però, crític amb la línia del grup, va sortir posteriorment per situar-se en els no-inscrits.
| Nom                                | Abr. anglesa | Abr. francesa | Nom formal del grup parlamentari                                   | De                   | Fins                 |
| ---------------------------------- | ------------ | ------------- | ------------------------------------------------------------------ | -------------------- | -------------------- |
| Comunistes i aliats                | COM          | n/a           | Grup dels Comunistes i Aliats                                      | 16 d'octubre de 1973 | 25 de juliol de 1989 |
| Esquerra Unida Europea             | EUL          | GUE           | Grup per l'Esquerra Unida Europea                                  | 25 de juliol de 1989 | Gener de 1993        |
| Unitat d'Esquerra                  | LU           | CG            | Unitat d'Esquerra                                                  | 25 de juliol de 1989 | 19 de juliol de 1994 |
| Esquerra Unida Europea             | EUL          | GUE           | Grup Confederal de l'Esquerra Unida Europea                        | 19 de juliol de 1994 | 6 de gener de 1995   |
| L'Esquerra en el Parlament Europeu | EUL/NGL      | GUE/NGL       | Grup Confederal de l'Esquerra Unida Europea-Esquerra Verda Nòrdica | 6 de gener de 1995   | present              |

### Extrema-dreta i nacionalistes de dreta
El bloc va néixer als anys vuitanta amb la formació de la Dreta Europea, agrupant els neofeixistes Front Nacional francès, el MSI italià o l'EPEN grec, que mantindrien el nom en la següent legislatura amb una composició, però, diferent. Tretze anys després trigarien a tornar a agrupar l'espai en el bloc Identitat, Tradició, Sobirania, i de nou vuit anys en recuperar-lo després de diferències internes en la nova Europa de les Nacions i de la Llibertat. Actualment el grup s'anomena Identitat i democràcia liderats per Reagrupament Nacional i la Lega.
| Nom                                     | Abr. anglesa | Abr. francesa | Nom formal del grup parlamentari          | De                   | Fins                   |
| --------------------------------------- | ------------ | ------------- | ----------------------------------------- | -------------------- | ---------------------- |
| Dreta Europea                           | ER           | n/a           | Grup de la Dreta Europea                  | 24 de juliol de 1984 | 24 de juliol de 1989   |
| Dreta Europea                           | DR           | n/a           | Grup Tècnic de la Dreta Europea           | 25 de juliol de 1989 | 18 de juliol de 1994   |
| Identitat, Tradició, Sobirania          | ITS          | n/a           | Grup Identitat, Tradició i Sobirania      | 15 de gener de 2007  | 14 de novembre de 2007 |
| Europa de les Nacions i de la Llibertat | ENF          | ENL           | Grup Europa de les Nacions i la Llibertat | 16 de juny de 2015   | 13 de juny de 2019     |
| Identitat i democràcia                  | ID           | ID            | Grup Identitat i Democràcia               | 13 de juny de 2019   | present                |

### Euroescèptics
| Nom                                            | Abr. anglesa | Abr. francesa | Nom formal del grup parlamentari                         | De                     | Fins                   |
| ---------------------------------------------- | ------------ | ------------- | -------------------------------------------------------- | ---------------------- | ---------------------- |
| Europa de les Nacions                          | EN           | EDN           | Grup de les Nacions Europees (Grup de Coordinació)       | 19 de Juliol de 1994   | 10 de Novembre de 1996 |
| Independents per una Europa de les Nacions     | I-EN         | I-EDN         | Grup d'Independents per una Europa de les Nacions        | 20 de desembre de 1996 | 20 de juliol de 1999   |
| Europa de les Democràcies i les Diferències    | EDD          | n/a           | Grup per una Europa de les Democràcies i les Diferències | 20 de juliol de 1999   | 20 de juliol de 2004   |
| Independència/Democràcia                       | IND/DEM      | n/a           | Grup Independència/Democràcia                            | 20 de juliol de 2004   | 11 de juny de 2009     |
| Europa de la Llibertat i la Democràcia         | EFD          | ELD           | Grup Europa de la Llibertat i la Democràcia              | 1 juliol de 2009       | 24 de juny de 2014     |
| Europa de la Llibertat i la Democràcia Directa | EFDD         | ELDD          | Grup Europa de la Llibertat i Democràcia Directa         | 24 de juny de 2014     | 26 de juny de 2019     |

### Heterogenis
| Nom                        | Abr. anglesa | Abr. francesa | Nom formal del grup parlamentari                                      | De                   | Fins                 |
| -------------------------- | ------------ | ------------- | --------------------------------------------------------------------- | -------------------- | -------------------- |
| Grup Tècnic d'Independents | n/a          | CDI           | Grup de Coordinació Tècnica i Defensa de Grups i Membres Independents | 20 de juliol de 1979 | 24 de juliol de 1984 |
| Grup Tècnic d'Independents | TGI          | TDI           | Grup tècnic de membres independents - grup mixt                       | 20 de juliol de 1999 | 4 d'octubre de 2001  |